# 科格利河
科格利河是俄羅斯的河流，屬於伊雷奇河的右支流，由科密共和國負責管轄，河道全長193公里，流域面積2,680平方公里，河水主要來自雨水。